# Chatenay-Mâcheron
Chatenay-Mâcheron település Franciaországban, Haute-Marne megyében. Lakosainak száma 96 fő (2022. január 1.). Chatenay-Mâcheron Langres, Peigney, Saint-Maurice és Saint-Vallier-sur-Marne községekkel határos.

## Népesség
A település népességének változása:
| Lakosok száma | 120  | 133  | 135  | 112  | 111  | 113  | 105  | 99   | 98   | 96   |
|               | 1968 | 1982 | 1990 | 2006 | 2013 | 2015 | 2017 | 2019 | 2020 | 2022 |